# Reinhold Roth (Politiker)

Reinhold Roth

Reinhold Roth (* 11. Januar 1900 in Hannover; † 2. August 1985 in Stuttgart) war ein deutscher Politiker (NSDAP).

## Leben und Wirken
Nach dem Schulbesuch nahm Roth ab 1918 am Ersten Weltkrieg teil und wurde Fahnenjunker. Die Reifeprüfung legte er nachträglich 1919 an einem Gymnasium in Hannover ab. In den Jahren 1919 bis 1923 studierte er an den Technischen Hochschulen in Hannover und Danzig. 1923 promovierte er mit einer aus zwei Blättern bestehenden Dissertation über das Thema "Die Dampfdrucke der Halogenwasserstoffe" zum Dr.-Ing. Anschließend arbeitete er ab 1924 als Chemiker bei der BASF, die im Jahr darauf in der I.G. Farben aufging, in Ludwigshafen am Rhein und wurde bald Betriebsführer des Stickstoffwerks in Oppau.
Zum 1. November 1930 trat Roth der NSDAP bei (Mitgliedsnummer 358.327) und trat öffentlich als Parteiredner für die NSDAP auf, zunächst im Kreis ab 1931 auch als Reichsredner. Von 1931 bis 1933 fungierte er als Kreisbetriebszellenleiter in Mannheim und als stellvertretender Gaubetriebszellenleiter in Baden. Von 1933 bis 1937 war er Kreisleiter von Mannheim, um dann ab 1937 im Gau Baden die Aufgaben des Gauobmanns der Deutschen Arbeitsfront wahrzunehmen. 1940 verlegte er den Dienstsitz nach Straßburg.
1933 war Roth für einige Monate Mitglied des Badischen Landtags. Nach der Auflösung dieser Körperschaft saß er von November 1933 bis zum Ende der NS-Herrschaft im Frühjahr 1945 als Abgeordneter für den Wahlkreis 32 (Baden) im nationalsozialistischen Reichstag.
Nach dem Zweiten Weltkrieg lebte Roth, zeitweise unter falschem Namen, zunächst in Stuttgart und dann in Frankfurt am Main. Über die Friedrich Uhde GmbH kam er 1954 zum Hoechst-Konzern. 1960 wurde er technischer Leiter der Niederlassung in Brasilien. 1964 gratulierte ihm der Vorstand, unter voller Anrechnung der NS-Zeit, zum 40-jährigen Dienstjubiläum bei I.G. Farben und Hoechst.